# Мамина вишня
«Мамина вишня» («Знову наснилось дитинство») — популярна українська пісня, написана у 1978 році. Музика Анатолія Пашкевича, слова Дмитра Луценка. Перші виконавиці — Ольга Павловська та Євгенія Крикун (дует).

## Історія
У 1978 році Анатолій Пашкевич став одним з організаторів та першим художнім керівником Волинського народного хору. Зі спогадів композитора у Чернігові в травні 1996 року:
|  | Це було десь у 1978 році… Пригадую, як зателефонував з Луцька Дмитру Омеляновичу Луценкові у Київ. Розповів про мамині тюльпани, про вишню, про те, як помирала мама Розмова наша дуже схвилювала поета... |

Через кілька днів Дмитро Луценко приїхав у Луцьк і привіз із собою написані кілька рядків до майбутньої пісні.
Пісня призначалася для Раїси Кириченко, але вперше виконали пісню солістки Черкаського народного хору Ольга Павловська та Євгенія Крикун у палаці культури «Дружба народів» на великому концерті за участю найкращих колективів Черкаської області.
Зі спогадів Раїси Кириченко:
|  | З надією отримати нарешті пісню, як на крилах лечу скоріш до Анатолія Пашкевича… Запізнилася. Пісня була готова, та не для мене… Стало боляче… Композитор розпорядився по-іншому… Дмитро Омелянович теж хвилювався. Він присвятив мені вірш про мамину вишню, а «Мамину вишню» співали без мене. |

Але згодом пісня прижилася в репертуарі Раїси Кириченко, яка двічі записали пісню (з «Росавою» у Черкасах і з «Чураївною» у Полтаві) та виконувала її майже на всіх концертах.

## Слова
Знову наснилось дитинство,
Тепле, як гарна весна.
Вишня вдяглася в намисто,
Мама щаслива й сумна.
Там за село проводжала
Долю мою молоду…
Щедро мені щебетала
Мамина вишня в саду.
Вдаль голубими вітрами
Весни за обрій пливли.
Раннім туманом у мами
Коси, як дим, зацвіли.
Мати в тривогах вінчала
Щастя жадане й біду…
Радо мене зустрічала
Мамина вишня в саду.
Здавна близьке й сокровенне
Все там, аж терпне душа.
Начебто й мама до мене
Стежкою в сад поспіша.
Знов, як бувало, до столу
Кличе, лиш в хату зайду…
Ронить зацвіток додолу
Мамина вишня в саду.
Пісня любові й дитинства
В серці бринить, як струна.
Наче священна молитва
З рідного краю луна.
Та не порадує літо
Душу мою молоду…
Плаче тепер білим цвітом
Мамина вишня в саду.

## Цікаві факти
- У перші роки після виходу «Маминої вишні» Українське радіо одержало понад шістнадцять тисяч листів з проханнями надіслати ноти й слова або виконати пісню в день народження мами.
- «Мамина вишня» була однією з найулюбленіших пісень матері Володимира Щербицького.
- Наразі, це практично єдина в українській культурі пісня, на честь якої названо музей-садибу Раїси Кириченко - «Мамина вишня».

## Виконання
- Ольга Павловська, Євгенія Крикун. Мамина вишня на YouTube
- Раїса Кириченко і гурт "Краяни" - Мамина вишня на YouTube
- Раїса Кириченко - Знову наснилось дитинство на Суспільне Медіатека (Програма "А музика звучить...", НТКУ, 2002)